# Giovanni Nicolò Doglioni
Giovanni Nicolò Doglioni, en latin Doleonus, est un noble Vénitien, mort dans le premier tiers du 17e siècle, auteur de plusieurs ouvrages historiques.

## Œuvres
- Origine ed antichità della città di Belluno, Venise, 1588, in-4°. Tiraboschi regarde cet ouvrage comme inférieur à celui de Valeriano sur la même ville. On l’a cependant inséré dans le Thésaurus antiquitatum Italiæ de Grævius, t. 9 ;
- Vita della signora Modesta Pozzo di Zorzi nominata Moderata Fonte, Venise, 1593 ;
- L’Ungheria spiegata dalla  prima origine  di quel  regno  sino all’anno 1595, Venise, 1595, in-4° ;
- Istoria Venetiana, dalla fondatione sin’all’anno 1597, Venise, 1598, in-4° ;
- Cose maravigliose della città di Venezia, Venise, 1603, in-8°. Doglioni publia cet ouvrage sous le nom de Leonico Goldioni, qui est l’anagramme du sien. Zitti en donna une nouvelle édition augmentée, Venise, 1641, et on en connaît deux autres, également de Venise, 1655 et 1662, in-12.
- Venezia triomphante e sempre libera, Venise, 1613, in-4° ;
- La città di Venezia con l’origine di quella e governo, dal principio di essa all’anno 1618. Venise, 1618, in-fol. C’est une table chronologique des principaux événements de l’histoire de Venise. Quelques biographes attribuent encore à Doglioni un Abrégé de l’histoire universelle, imprimé en 1605.
- Compendio istorico universale, Venise, 1622, in-4°. Cette édition est la plus ample.
- Anfiteatro d’Europa, Venise, 1623, in-4° ; c’est une géographie des différents États de l’Europe.